# Francesco Spetrino
Francesco Spetrino (né le 2 juillet 1857 à Palerme et mort le 27 juillet 1948 à Rome) est un compositeur et un chef d'orchestre italien.

## Biographie
Francesco Spetrino est un élève de Pietro Platania au conservatoire de Palerme où il est diplômé en 1874. Il débute comme compositeur d'opéra en 1876 puis se consacre presque exclusivement à la direction d'orchestre. Après une brillante carrière en Italie, il dirige les plus importantes scènes d'Europe et d'Amérique. De 1894 à 1899, il dirige le Grand Théâtre de Varsovie, puis à partir de 1901 le Nouveau Theatre civique de Lviv, puis de 1903 à 1908, il est directeur stabile pour les opéras italiens au Théâtre impérial de Vienne. En 1908, il dirige le Metropolitan pour la saison avec Arturo Toscanini. Il retourne en Italie pendant la Première Guerre mondiale et est contraint d'abandonner sa carrière pour des raisons familiales.
Il a notamment composé les opéras : Filippo II et  Celeste; les ballets : La Dama di cuori  et Leggenda; une cantate pour chœur et orchestre ; musique de chambre et des œuvres lyriques.